# Tassilo I de Bavaria
Tassilo I (sau Tassilon) (n. 560–610) a fost rege al Bavariei din familia Agilolfingilor, de la anul 591 până la moarte.
Potrivit cronicii longobardului Paul Diaconul, Tassilo a fost numit rex de Bavaria de către regele francilor Childebert al II-lea de Austrasia în 591, când s-a pus capăt războiului dintre bavarezi și franci. Războiul începuse în vremea predecesorului lui Tassilo, Garibald I, care se aliase cu longobarzii. Nu se cunoaște dacă Garibald a fost răpus sau a murit de moarte bună, și nici care a fost relația dintre el și Tassilo, deși se poate presupune că relația dintre cei doi a fost una apropiată. Faptul că Childebert l-a numit pe Tassilo ca rege dovedește că, la acea vreme, controlul francilor asupra formațiunii statale a bavarezilor era o realitate.
Paul Diaconul a mai spus că Tassilo a trecut imediat după numirea sa în teritoriul slavilor (probabil recent cuceritele provincii ale Tirolului de est și Carintiei), de unde a revenit victorios și plin de prăzi. Victoria pare să fi fost de scurtă durată, dat fiind că același cronicar povestește cum 2.000 bavarezi ar fi fost măcelăriți pe când invadau din nou pământurile slavilor, pentru a veni în sprijinul khagan-ului avarilor.
Tassilo a murit în 610 și a fost succedat de către fiul său, Garibald al II-lea.